# 卡普坦b
卡普坦b（Kapteyn b）是一顆環繞紅色次矮星卡普坦星的太陽系外行星，距離地球約13光年。卡普坦b被認為位於母恆星的適居帶內。它是已知潛在適居系外行星中距離地球最近的候选者之一。
卡普坦b的年齡約115億年，遠比太陽系古老。

## 發現
卡普坦b是由歐洲南天天文台設於智利拉西拉天文台的高精度徑向速度行星搜索器首次觀測到。再進一步由位於夏威夷的凱克天文台和智利的PFS天文台確認。

### 觀測方式
天文學家以都卜勒光譜學為基礎觀測並紀錄行星環繞恆星時因重力造成的光譜位移而發現卡普坦b。

## 其他行星
在卡普坦星旁另有一顆距離母恆星較遠的系外行星卡普坦c存在。卡普坦c在母恆星的適居帶之外，被認為表面溫度過低，無法讓依賴從恆星輻射獲得能量的生命存在。